# دوشان بافلوفيتش
دوشان بافلوفيتش (24 سبتمبر 1977 بسويسرا - ) هو لاعب كرة قدم سويسري في مركز الوسط. لعب مع إرتسغيبيرغه آوه ونادي بيلينزونا ونادي سانت غالن ونادي غراسهوبر زيوريخ ونادي لوغانو ونادي ويل وHapoel Ra'anana A.F.C. ‏ ونادي بادن ‏.

## وصلات خارجية
- دوشان بافلوفيتش على موقع قاعدة بيانات كرة القدم.إي يو (الإنجليزية)
- دوشان بافلوفيتش على موقع Soccerway.com (الإنجليزية)
- دوشان بافلوفيتش على موقع عالم كرة القدم.نت (الإنجليزية)